# 146 (liczba)
146 (sto czterdzieści sześć) – liczba naturalna następująca po 145 i poprzedzająca 147.

## W matematyce
- 146 jest liczbą półpierwszą[1]
- 146 jest szóstą liczbą ośmiościenną[2]
- 146 jest ósmą liczbą niedotykalną[3]
- 146 jest palindromem liczbowym, czyli może być czytana w obu kierunkach, w pozycyjnym systemie liczbowym o bazie 8 (222)
- 146 należy do dwóch trójek pitagorejskich (96, 110, 146), (146, 5328, 5330).

## W nauce
- liczba atomowa unquadhexium (niezsyntetyzowany pierwiastek chemiczny)
- gromada otwarta NGC 146
- planetoida (146) Lucina
- kometa krótkookresowa 146P/Shoemaker-LINEAR

## W kalendarzu
146. dniem w roku jest 26 maja (w latach przestępnych jest to 25 maja). Zobacz też co wydarzyło się w roku 146 oraz w roku 146 p.n.e.